# Aeroportul Kuabang
Aeroportul Kuabang (IATA: KAZ, ICAO: WAMK) este un aeroport din Kao⁠(d), Halmahera Utara⁠(d), Maluku Utara⁠(d), Indonezia.
Situat la o altitudine de 13 m, aeroportul dispune de o singură pistă. Este operat de Kementerian Perhubungan Indonesia⁠(d).